# Trần Hùng
Trần Hùng (sinh ngày 24 tháng 9 năm 1988 tại Yên Bái) là nhà tiết kế thời trang người Việt Nam. Anh là người Việt Nam đầu tiên và duy nhất xuất hiện thông tin trên trang chủ của Tuần lễ Thời trang Luân Đôn  (một trong 4 tuần lễ thời trang lớn nhất Thế giới), thành viên của Tuần lễ Thời trang Luân Đôn  từ tháng 09 năm 2020 đến nay. Được công chúng biết đến đầu tiên khi tham gia Project Runway Vietnam: Nhà thiết kế Thời trang Việt Nam 2015  và đạt vị trí Á Quân 1, Anh còn là giám khảo của Siêu mẫu Việt Nam 2018  (tập 3). Rất nhiều ngôi sao Quốc tế như Ariana Grande, Nicola Coughlan, Leigh-Anne, Vick Hope, AJ Odudu, Mouni Roy, Tom Daley, Olly Murs, Trương Kiệt, Thành Nghị, Lý Hiện, Phạm Thừa Thừa, Tống Uy Long, A Vân Ca, Heart Evangelista , Huỳnh Thánh Y , Conchita Wurst ..., ở Việt Nam phải kể đến các ngôi sao như Trấn Thành, Sơn Tùng MT-P, Hồ Ngọc Hà, Ngô Thanh Vân, Thanh Hằng , Thủy Tiên ... đã mặc trang phục do anh thiết kế.